# Гай Плавтий Веннон
Гай Плавтий Веннон (лат. Gaius Plautius Venno; IV век до н. э.) — римский политический деятель из плебейского рода Плавтиев, консул 347 и 341 годов до н. э.
Коллегой Гая Плавтия по первому консульству был патриций Тит Манлий Империоз Торкват. Войны в этом году не велись; изменились только условия выдачи ссуд.
В 341 году до н. э. Гай Плавтий стал консулом во второй раз. Его коллегой был патриций Луций Эмилий Мамерцин. В это время шла Первая Самнитская война, и Эмилию досталось по жребию командование в Самнии, а Плавтию — военные действия против вольсков и города Приверн. Плавтий быстро взял Приверн и оставил там гарнизон, отняв у города две трети его владений. Вольски после сражения, которое не выявило победителя, бежали в Антий.
Вскоре сенат заключил мир с самнитами. Поскольку возникла угроза восстания латинов, консулы получили приказ сложить с себя полномочия раньше обычного, чтобы магистраты следующего года могли быть избраны как можно скорее.